# Okręg wyborczy Chichester

Chichester na mapie West Sussex

West Sussex na mapie Anglii

Okręg wyborczy Chichester powstał w 1295 r. i wysyłał do angielskiej, a następnie brytyjskiej, Izby Gmin dwóch deputowanych. W 1868 r. liczbę mandatów przypadających na okręg zmniejszono do jednego. Okręg obejmuje miasto Chichester w hrabstwie West Sussex.

## Deputowani do brytyjskiej Izby Gmin z okręgu Chichester

### Deputowani w latach 1660–1868
- 1660–1673: Henry Peckham
- 1660–1661: John Farrington
- 1661–1679: William Garway
- 1673–1679: Richard May
- 1679–1685: John Braman
- 1679–1681: John Farrington
- 1681–1685: Richard Farington, wigowie
- 1685–1689: Richard May
- 1685–1689: George Gounter
- 1689–1695: Thomas Miller
- 1689–1695: Thomas May
- 1695–1698: Richard Jones, 1. hrabia Ranelagh
- 1695–1698: William Elson
- 1698–1701: Richard Farington, wigowie
- 1698–1701: John Miller, torysi
- 1701–1701: Thomas May
- 1701–1705: William Elson
- 1701–1705: John Miller, torysi
- 1705–1708: Thomas Littleton, wigowie
- 1705–1708: Thomas Onslow
- 1708–1710: Thomas Carr, torysi
- 1708–1713: Richard Farington, wigowie
- 1710–1713: John Miller, torysi
- 1713–1715: William Elson
- 1713–1715: James Brudenell
- 1715–1719: Richard Farington, wigowie
- 1715–1727: Thomas Miller
- 1719–1722: Henry Kelsall
- 1722–1724: Charles Lennox, hrabia Marchii
- 1724–1733: William Beauclerk
- 1727–1729: Charles Lumley
- 1729–1734: James Lumley
- 1733–1734: Thomas Prendergast
- 1734–1746: James Brudenell
- 1734–1741: Thomas Yates
- 1741–1768: John Page
- 1746–1755: George Keppel, wicehrabia Bury
- 1755–1761: Augustus Keppel, wigowie
- 1761–1767: George Lennox
- 1767–1782: William Keppel
- 1768–1780: Thomas Conolly
- 1780–1807: Thomas Steele
- 1782–1784: Percy Charles Wyndham
- 1784–1812: George White-Thomas
- 1807–1812: James du Pre
- 1812–1819: Charles Lennox, hrabia Marchii, torysi
- 1812–1823: William Huskisson, torysi
- 1819–1831: John Lennox, wigowie
- 1823–1830: William Stephen Poyntz
- 1830–1859: John Abel Smith, wigowie
- 1831–1846: Arthur Lennox, Partia Konserwatywna
- 1846–1868: Henry Lennox, Partia Konserwatywna
- 1859–1863: Humphrey William Freeland
- 1863–1868: John Abel Smith, Partia Liberalna

### Deputowani po 1868
- 1868–1885: Henry Lennox, Partia Konserwatywna
- 1885–1888: Charles Gordon-Lennox, hrabia Marchii, Partia Konserwatywna
- 1888–1894: Walter Gordon-Lennox, Partia Konserwatywna
- 1894–1921: Edmund Talbot, Partia Konserwatywna
- 1921–1923: William Barrott Montfort Bird, Partia Konserwatywna
- 1923–1924: Charles Mark Clement Rudkin, Partia Liberalna
- 1924–1942: John Sewell Courtauld, Partia Konserwatywna
- 1942–1958: Lancelton Joynson-Hicks, Partia Konserwatywna
- 1958–1969: Walter Loveys, Partia Konserwatywna
- 1969–1974: Christopher Chataway, Partia Konserwatywna
- 1974–1997: Anthony Nelson, Partia Konserwatywna
- od 1997: Andrew Tyrie, Partia Konserwatywna